# Rewari (Rural)
Rewari (Rural) là một thị trấn thống kê (census town) của quận Rewari thuộc bang Haryana, Ấn Độ.

## Nhân khẩu
Theo điều tra dân số năm 2001 của Ấn Độ, Rewari (Rural) có dân số 4453 người. Phái nam chiếm 54% tổng số dân và phái nữ chiếm 46%. Rewari (Rural) có tỷ lệ 68% biết đọc biết viết, cao hơn tỷ lệ trung bình toàn quốc là 59,5%: tỷ lệ cho phái nam là 77%, và tỷ lệ cho phái nữ là 57%. Tại Rewari (Rural), 14% dân số nhỏ hơn 6 tuổi.